# Качанівка (Хмільницький район)
Кача́нівка — село в Україні, у Війтівецькій сільській громаді Хмільницького району Вінницької області. Населення становить 1337 осіб.

## Відомі люди
27 грудня 1922 року в селі народилася Євгенія Маркіянівна Кучеренко — український педагог, кандидат педагогічних наук (1972), Герой Соціалістичної Праці (1968), лауреат Державної премії УРСР у галузі науки і техніки (1977). 